# Harvard-Maler
Der Harvard-Maler war ein griechischer Vasenmaler, der Ende des 6. oder sehr früh im 5. Jahrhundert v. Chr. in Athen tätig war.
Der Harvard-Maler gehörte zu den frühen Vasenmalern des rotfigurigen Stils der griechischen Vasenmalerei. Sein Stil wurde unter den zehntausenden überlieferten Vasen und Fragmenten von John D. Beazley erkannt, der ihm auch den Notnamen gab. Er gehörte in die Generation von Vasenmalern, die nach der Entwicklung des neuen Stils diesen weiter entwickelte, mit anderen Schalenmalern stand er allerdings etwas abseits der stilprägenden Pioniergruppe, die vor allem auf großen Gefäßen den Stil definierte. Der Harvard-Maler bemalte bei seinen Schalen nur die Tondi (Innenseiten). Benannt wurde er nach zwei Schalen im Arthur M. Sackler Museum der Harvard University. Auch das dritte der nur drei ihm zugeschriebenen Werke ist im Besitz der Universitätssammlung einer der bedeutenden US-amerikanischen Universitäten, dem Phoebe Apperson Hearst Museum of Anthropology der Berkeley University.
Beazley schätzte die zeichnerischen Fähigkeiten des Harvard-Malers nicht besonders hoch ein und stufte ihn als Teil der schwächeren spätarchaisch-rotfigurigen Vasenmaler als Mitglied der zweiten Gruppe des Coarser Wings ein. Er bezeichnete den Stil als roh und sah ihn stilistisch nahe dem Aktorione-Maler. Damit ist ein Einfluss des späten Epiktetos erkennbar.
Werkliste
1. Trinkschale; Arthur M. Sackler Museum, Cambridge, Inventarnummer 1925.30.132; gefunden in Griechenland; Motiv: nackter Jüngling[1]
2. Trinkschale; Arthur M. Sackler Museum, Cambridge, Inventarnummer 1925.30.29; gefunden in Griechenland; Motiv: nackter Jüngling[2]
3. Trinkschale; Phoebe Apperson Hearst Museum of Anthropology, Berkeley, Inventarnummer 8.3309; Motiv: nackter Komast[3]